# Australian Open 2024
De 112e editie van het Australische grandslamtoernooi, het Australian Open 2024, werd gehouden van zondag 14 tot en met zondag 28 januari 2024. Het toernooi in het Melbourne Park te Melbourne was de 98e editie voor de vrouwen. Voor het eerst in de geschiedenis duurde het hoofdtoernooi vijftien dagen, in de hoop dat de wedstrijden dan 's avonds niet meer zo laat zouden worden.
Op grond van een beslissing van de gezamenlijke internationale tennisbonden speelden deelnemers uit Rusland en Wit-Rusland zonder hun nationale kenmerken.

## Toernooisamenvatting
Bij zowel het enkelspel voor de mannen als dat voor de vrouwen begon het toernooi op de veertiende van januari. Bij beide dubbelspelen startte het toernooi twee dagen later – het gemengd dubbelspel ging op vrijdag negentien januari van start. De finale van het gemengd dubbelspel werd op vrijdag zesentwintig januari gespeeld. De finales van het vrouwenenkelspel en het mannendubbelspel vonden op zaterdag zevenentwintig januari plaats. Het toernooi werd afgesloten met de finales van het vrouwendubbelspel en het mannenenkelspel op zondag achtentwintig januari.
In het mannenenkelspel was de Serviër Novak Đoković de titelverdediger, bij de vrouwen was dat Aryna Sabalenka. In het dubbelspel waren bij de mannen de Australiërs Rinky Hijikata en Jason Kubler de titelverdedigers, bij de vrouwen het Tsjechische duo Barbora Krejčíková en Kateřina Siniaková, en in het gemengd het Braziliaanse koppel Luisa Stefani en Rafael Matos.
Bij het mannenenkelspel won de Italiaan Jannik Sinner zijn eerste grandslamtitel. In het vrouwenenkelspel prolongeerde Aryna Sabalenka haar titel. Het mannendubbelspel werd gewonnen door Rohan Bopanna (India) en Matthew Ebden (Australië) – voor Bopanna was het de eerste grandslamtitel, voor Ebden de vierde. In het vrouwendubbelspel ging de titel naar het duo Hsieh Su-wei en Elise Mertens, hun tweede gezamenlijke grandslamtitel. In het gemengd dubbelspel wonnen Hsieh Su-wei (Taiwan) en Jan Zieliński (Polen), voor beiden de eerste grandslamtitel in deze discipline.
De Nederlandse Diede de Groot won bij de rolstoelvrouwen zowel de enkel- als de dubbelspeltitel samen met landgenote Jiske Griffioen. Het was De Groots 21e grandslamtitel in het enkelspel, waarmee zij op gelijke hoogte kwam met Esther Vergeer. Voor Griffioen was het de zestiende grandslamtitel in het dubbelspel, voor De Groot de achttiende.

## Toernooikalender
| Australian Open    | januari 2024 | januari 2024 | januari 2024 | januari 2024 | januari 2024 | januari 2024 | januari 2024 | januari 2024 | januari 2024 | januari 2024 | januari 2024 | januari 2024 | januari 2024 | januari 2024 | januari 2024 |
| Australian Open    | zon 14       | maa 15       | din 16       | woe 17       | don 18       | vrĳ 19       | zat 20       | zon 21       | maa 22       | din 23       | woe 24       | don 25       | vrĳ 26       | zat 27       | zon 28       |
| ------------------ | ------------ | ------------ | ------------ | ------------ | ------------ | ------------ | ------------ | ------------ | ------------ | ------------ | ------------ | ------------ | ------------ | ------------ | ------------ |
| mannenenkelspel    | 1e ronde     | 1e ronde     | 1e ronde     | 2e ronde     | 2e ronde     | 3e ronde     | 3e ronde     | 4e ronde     | 4e ronde     | kwartfinale  | kwartfinale  |              | halve finale |              | finale       |
| vrouwenenkelspel   | 1e ronde     | 1e ronde     | 1e ronde     | 2e ronde     | 2e ronde     | 3e ronde     | 3e ronde     | 4e ronde     | 4e ronde     | kwartfinale  | kwartfinale  | halve finale |              | finale       |              |
| mannendubbelspel   |              |              | 1e ronde     | 1e ronde     | 1e ronde     | 2e ronde     | 2e ronde     | 3e ronde     | 3e ronde     | kwartfinale  | kwartfinale  | halve finale |              | finale       |              |
| vrouwendubbelspel  |              |              | 1e ronde     | 1e ronde     | 1e ronde     | 2e ronde     | 2e ronde     | 3e ronde     | 3e ronde     | kwartfinale  | kwartfinale  | halve finale |              |              | finale       |
| gemengd dubbelspel |              |              |              |              |              | 1e ronde     | 1e ronde     | 2e ronde     | 2e ronde     | kwartfinale  | halve finale |              | finale       |              |              |

## Enkelspel

### Mannen
Titelverdediger Novak Đoković werd in de halve finale uitgeschakeld door de latere winnaar. In de finale zegevierde de Italiaan Jannik Sinner over Daniil Medvedev – hij had er vijf sets voor nodig, waarvan hij de eerste twee verloor.

### Vrouwen
Titelverdedigster Aryna Sabalenka prolongeerde haar titel. In de finale versloeg zij de Chinese Zheng Qinwen om haar tweede grandslamtitel te winnen.

## Dubbelspel

### Mannendubbelspel
Titelverdedigers Rinky Hijikata en Jason Kubler kwamen niet verder dan de tweede ronde. Rohan Bopanna (India) en Matthew Ebden (Australië) wonnen de titel – in de finale versloegen zij de Italianen Simone Bolelli en Andrea Vavassori.

### Vrouwendubbelspel
Titelverdedigsters waren Barbora Krejčíková en Kateřina Siniaková die ieder met een andere partner deelnamen. De titel werd gewonnen door het herenigde koppel Hsieh Su-wei (Taiwan) en Elise Mertens (België) die samen ook al in 2021 op Wimbledon de trofee meenamen. Voor Mertens was het de vierde grandslamtitel, voor Hsieh de zevende.

### Gemengd dubbelspel
Titelverdedigers waren de Brazilianen Luisa Stefani en Rafael Matos. Hsieh Su-wei (Taiwan) en Jan Zieliński (Polen) wonnen ieder hun eerste grandslamtitel in deze discipline. In de finale versloegen zij het Amerikaans/Britse koppel Desirae Krawczyk en Neal Skupski.

## Kwalificatietoernooi (enkelspel)
Algemene regels – Aan het hoofdtoernooi (enkelspel) doen bij de mannen en vrouwen elk 128 tennissers mee. De 104 beste mannen en 104 beste vrouwen van de wereldranglijst die zich inschrijven, worden rechtstreeks toegelaten. Acht mannen en acht vrouwen krijgen van de organisatie een wildcard. Voor de overige ingeschrevenen resteren dan nog zestien plaatsen bij de mannen en zestien plaatsen bij de vrouwen in het hoofdtoernooi – deze plaatsen worden via het kwalificatietoernooi ingevuld. Aan dit kwalificatietoernooi doen nog eens 128 mannen en 128 vrouwen mee – er worden drie kwalificatieronden gespeeld.
Het kwalificatietoernooi werd gespeeld van dinsdag 9 tot en met vrijdag 12 januari 2024 op de hardcourtbanen van Melbourne Park.
De volgende deelnemers aan het kwalificatietoernooi wisten zich een plaats te veroveren in de hoofdtabel:

### Mannenenkelspel
- Térence Atmane
- Flavio Cobolli
- David Goffin
- Hugo Grenier
- Lloyd Harris
- Omar Jasika
- Jesper de Jong
- Lukáš Klein
- Vít Kopřiva
- Aleksandar Kovacevic
- Jakub Menšík
- Sumit Nagal
- Dino Prižmić
- Dane Sweeny
- Máté Valkusz
- Giulio Zeppieri

Lucky losers
- Hugo Gaston
- Shintaro Mochizuki

### Vrouwenenkelspel
- Sára Bejlek
- Fiona Ferro
- Brenda Fruhvirtová
- Storm Hunter
- Dajana Jastremska
- Léolia Jeanjean
- Alina Kornejeva
- Rebecca Marino
- Ella Seidel
- Darija Snihoer
- Joelija Starodoebtseva
- Lulu Sun
- Maria Timofejeva
- Katie Volynets
- Anastasija Zacharova
- Renata Zarazúa

### Belgen in het kwalificatietoernooi
Mannen
- David Goffin (gekwalificeerd)
- Zizou Bergs (opgave tijdens de laatste ronde)
- Kimmer Coppejans (tweede ronde)
- Joris De Loore (tweede ronde)
- Alexander Blockx (eerste ronde)
- Gauthier Onclin (eerste ronde)

Vrouwen
- Ysaline Bonaventure (tweede ronde)

### Nederlanders in het kwalificatietoernooi
Mannen
- Jesper de Jong (gekwalificeerd)
- Gijs Brouwer (eerste ronde)

Vrouwen
- Lesley Pattinama-Kerkhove (laatste ronde)
- Arianne Hartono (tweede ronde)
- Suzan Lamens (eerste ronde)

## Junioren
Meisjesenkelspel

Finale: Renáta Jamrichová (Slowakije) won van Emerson Jones (Australië) met 6-4, 6-1
Meisjesdubbelspel

Finale: Tyra Caterina Grant (VS) en Iva Jovic (VS) wonnen van Julie Paštiková (Tsjechië) en Julia Stusek (Duitsland) met 6-3, 6-1
Jongensenkelspel

Finale: Rei Sakamoto (Japan) won van Jan Kumstát (Tsjechië) met 3-6, 7-6, 7-5
Jongensdubbelspel

Finale: Maxwell Exsted (VS) en Cooper Woestendick (VS) wonnen van Petr Brunclík (Tsjechië) en Viktor Frydrych (VK) met 6-3, 7-5

## Rolstoeltennis
Rolstoelvrouwenenkelspel

Finale: Diede de Groot (Nederland) won van Yui Kamiji (Japan) met 7-5, 6-4
Rolstoelvrouwendubbelspel

Finale: Diede de Groot (Nederland) en Jiske Griffioen (Nederland) wonnen van Yui Kamiji (Japan) en Kgothatso Montjane (Zuid-Afrika) met 6-3, 7-6
Rolstoelmannenenkelspel

Finale: Tokito Oda (Japan) won van Alfie Hewett (VK) met 6-2, 6-4
Rolstoelmannendubbelspel

Finale: Alfie Hewett (VK) en Gordon Reid (VK) wonnen van Takuya Miki (Japan) en Tokito Oda (Japan) met 6-3, 6-2
Quad-enkelspel

Finale: Sam Schröder (Nederland) won van Guy Sasson (Israël)  met 6-3, 6-3
Quad-dubbelspel

Finale: Andy Lapthorne (VK) en David Wagner (VS) wonnen van Donald Ramphadi (Zuid-Afrika) en Guy Sasson (Israël) met 6-4, 3-6, [10-2]